# Nițchidorf
Nițchidorf (niem. Nitzkydorf, węg. Niczkyfalva) – gmina i wioska w okręgu Temesz w Banacie na terenie Rumunii. Rodzinna miejscowość laureatki literackiej Nagrody Nobla Herty Müller i biskupa Timișoary Sebastiana Kräutera.